# Ребелья, Хуан Пабло
Хуан Пабло Ребелья (исп. Juan Pablo Rebella, 3 декабря 1974 года, Монтевидео — 5 июля 2006 года, там же) — уругвайский кинорежиссёр и сценарист.
Он окончил Уругвайский Католический Университет, где изучал социальную коммуникацию. В университете он впервые начал снимать короткометражные фильмы и начал сотрудничать с однокурсником Пабло Штолем. В 1999 году они оба закончили университет и начали работать вместе.
На телевидении они сняли анимационный фильм «El Service» и две короткометражки «Buenos y Santos» и «Victor y los Elejidos». В 2001 году ими был снят первый полнометражный фильм — «25 Ватт». В 2004 году вышел фильм «Виски», который получил множество международных наград и премий.
6 июля 2006 года был найден мёртвым в собственной квартире — он покончил жизнь самоубийством. В это время он работал над сценарием третьего фильма, премьера которого должна была состояться в 2012 году.

## Фильмография
- 2004 — Виски / Whisky
- 2001 — 25 Ватт / 25 Watts

## Награды
- Серебряный Ариель за Лучший латиноамериканский фильм «Виски»
- Особый взгляд Каннского кинофестиваля за фильм «Виски»
- Премия Гойя в категории Лучший иностранный фильм на испанском языке за фильм «Виски»
- Гран-при кинофестиваля в Токио за фильм «Виски»
- Серебряный Хьюго Международного фестиваля в Чикаго за фильм «25 Ватт»